# A. P. Komala
A.P. Komala, ஏ.பி. கோமளா en idioma támil (Chennai, 28 de agosto de 1934-28 de abril de 2024) fue una cantante india de playback. 

## Carrera musical
Ha interpretado temas musicales cantados en támil, malayalam y télugu. En su época fue una de las intérpretes más populares en su país natal.

## Filmografía
Estas son algunas de las películas en las que ella debutaba como cantante de playback o reproducción.
| Año  | Película            | Canciones                         | Cointérprete             |
| ---- | ------------------- | --------------------------------- | ------------------------ |
| 1949 | Raksharekha         |                                   |                          |
| 1953 | Pitchi Pullaiah     |                                   |                          |
| 1954 | Chandraharam        | Yevarivo Yechatanundivo           | Ghantasala               |
| 1954 | Todu Dongalu        |                                   |                          |
| 1955 | Jayasimha           | Manasaina Cheli Pilupu Vinaravela | Balasaraswathi           |
| 1957 | Panduranga Mahatyam | Ekkadoyi Muddula Bava             | Pithapuram               |
| 1957 | Suvarna Sundari     |                                   |                          |
| 1958 | Bhookailas          |                                   |                          |
| 1960 | Bhakta Raghunath    |                                   |                          |
| 1960 | Shantinivasam       |                                   |                          |
| 1962 | Padandi Munduku     | Padandi Munduku Padandi Tosuku    | Ghantasala, Madhavapeddi |
| 1967 | Rahasyam            |                                   |                          |
| 1969 | Bangaru Panjaram    | Ne Padamule Chalu Rama            |                          |

## Canciones más conocidas
- "Chandanapallakkil Veedukaanaan vanna"
- "Velukkumbo kulikkuvan Kuttikkuppayam"